# Oscar Pehrsson
Lars Oscar Patrik Pehrsson, född 10 april 1988 i Skerike församling, är en svensk före detta fotbollsspelare.

## Karriär
Pehrsson började sin seniorkarriär i Gideonsbergs IF. I februari 2006 värvades Pehrsson av Västerås SK, men lånades under säsongen 2006 tillbaka till Gideonsbergs IF. Mellan 2010 och 2012 var han lagkapten i Västerås SK.
I december 2012 värvades Pehrsson av IK Sirius, där han skrev på ett tvåårskontrakt. I mars 2014 förlängde Pehrsson sitt kontrakt med Sirius fram över säsongen 2016. I november 2016 förlängde han sitt kontrakt med två år.
Oscar Pehrsson representerade IK Sirius i tre divisioner, Division 1 (2013), Superettan (2014-2016) och Allsvenskan (2017-2018).
Efter säsongen 2018 lämnade Pehrsson Sirius och skrev på för IF Brommapojkarna. Efter säsongen 2019 lämnade han BP. I februari 2020 värvades Pehrsson av Akropolis IF.